# Montes Pensacola
Os montes Pensacola são uma cordilheira de montanhas e serras do continente antártico, estendendo-se por 450 quilômetros, na direçào nordeste-sudoeste, próximos à plataforma de gelo Ronne.